# Comuna Rozavlea, Maramureș
Rozavlea (în maghiară: Rozália) este o comună în județul Maramureș, Transilvania, România, formată din satele Rozavlea (reședința) și Sâlța.

## Demografie
Componența etnică a comunei Rozavlea
     Români (91,49%)
     Alte etnii (0,37%)
     Necunoscută (8,14%)
Componența confesională a comunei Rozavlea
     Ortodocși (90,35%)
     Alte religii (1,34%)
     Necunoscută (8,31%)
Conform recensământului efectuat în 2021, populația comunei Rozavlea se ridică la 2.986 de locuitori, în scădere față de recensământul anterior din 2011, când fuseseră înregistrați 3.085 de locuitori. Majoritatea locuitorilor sunt români (91,49%), iar pentru 8,14% nu se cunoaște apartenența etnică. Din punct de vedere confesional, majoritatea locuitorilor sunt ortodocși (90,35%), iar pentru 8,31% nu se cunoaște apartenența confesională.

## Politică și administrație
Comuna Rozavlea este administrată de un primar și un consiliu local compus din 13 consilieri. Primarul, Vasile Mîrza[*], de la Partidul Național Liberal, este în funcție din 2008. Începând cu alegerile locale din 2024, consiliul local are următoarea componență pe partide politice:
|  | Partid                    | Consilieri | Componența Consiliului | Componența Consiliului | Componența Consiliului | Componența Consiliului | Componența Consiliului | Componența Consiliului | Componența Consiliului | Componența Consiliului | Componența Consiliului |
|  | ------------------------- | ---------- | ---------------------- | ---------------------- | ---------------------- | ---------------------- | ---------------------- | ---------------------- | ---------------------- | ---------------------- | ---------------------- |
|  | Partidul Național Liberal | 9          |                        |                        |                        |                        |                        |                        |                        |                        |                        |
|  | Partidul PRO România      | 2          |                        |                        |                        |                        |                        |                        |                        |                        |                        |
|  | Partidul Social Democrat  | 1          |                        |                        |                        |                        |                        |                        |                        |                        |                        |
|  | Uniunea Salvați România   | 1          |                        |                        |                        |                        |                        |                        |                        |                        |                        |

## Vezi și
- Biserica de lemn din Rozavlea
- Valea Izei și Dealul Solovan (sit de importanță comunitară)
- Valea Izei și Dealul Solovan (arie de protecție specială avifaunistică)